# E-manga
『e-manga』（イーマンガ）は、講談社が1997年から2008年にかけて配信していたウェブコミック誌及び、このウェブコミック誌に掲載されていた漫画作品の総称。企業が配信するウェブコミック誌の草分け的存在であり、掲載作品はバラエティに富んだものであった。

## 概要
1997年に『MORNING ONLINE』の名称で配信が開始され、1999年に一度定期配信を停止。2000年にWeb現代の一部としてリニューアルされて定期配信が再開された。その後2006年に『MiChao!』オープンに伴ってMouRaに吸収されて以降、『MiChao!』と同じページ上でワンコーナーとして更新されていたが2008年に全ての掲載作品の定期配信が終了した。
月額500円でその月に配信された作品を全て読む事ができ、Adobe Shockwaveにて配信されていた。当初は講談社の漫画雑誌に掲載された作品の再掲載が中心だったが、徐々に『e-manga』描き下ろし作品も増加。一部の描き下ろし作品はKCDXレーベルから単行本が発売された。

## 掲載作品の特徴
掲載作品は「e-manga」という総称で呼ばれていた。これは絵が動作したり、コマが自動でアップするなどの演出が施されていたためである。中には音声が出る作品まで存在した。描き下ろし作品はもちろんのこと、過去作品の再掲載でもこの演出が施されていた。
このように『e-manga』は、ウェブ上で展開していることを強く意識している仕様であった。

## 主な描き下ろし掲載作品
- INFINITY GIRL（風忍とダイナミックプロ）
- 絵ロ本（立花里子）
- 漢式青春ばくはつ劇場（美川べるの）
- 恐怖の夢路館（谷間夢路）
- 化虎 -KETORA-（板橋しゅうほう）
- G（福島聡）
- 小生は芸つっくん（約326）
- ジョンとサリー（ロボいぬ）
- しりももSHAKE（榎本俊二）
- 孫正義・起業の若き獅子（原作：本間正夫 作画：岩瀬昌嗣）
- 超空転神トランセイザー（美川べるの）
- 永井豪まんが外伝 ダイナミックヒーローズ（原作：永井豪 漫画：越智一裕とダイナミックプロ）
- とまとボーイ!（田村信）
- 二週間の休暇（フジモトマサル）
- バーバーハーバーNG（小池田マヤ）
- HIYOKO VOICE（こばやしひよこ）
- 流星少女（松本太郎）

など